# Gladstone (Dakota del Nord)
Gladstone è un centro abitato (city) degli Stati Uniti d'America, situato nella Contea di Stark, nello Stato del Dakota del Nord. Nel censimento del 2000 la popolazione era di 248 abitanti. La città è stata fondata nel 1882. Appartiene all'area micropolitana di Dickinson.

## Geografia fisica
Secondo i rilevamenti dell'United States Census Bureau, la località di Gladstone si estende su una superficie di 0,90 km², tutti occupati da terre.

## Popolazione
Secondo il censimento del 2000, a Gladstone vivevano 248 persone, ed erano presenti 64 gruppi familiari. La densità di popolazione era di 267 ab./km². Nel territorio comunale si trovavano 106 unità edificate. Per quanto riguarda la composizione etnica degli abitanti, il 95,56% era bianco, l'1,21% era nativo, il 2,42% apparteneva ad altre razze, mentre lo 0,81% apparteneva a due o più. La popolazione di ogni razza ispanica corrispondeva al 4,44% degli abitanti.
Per quanto riguarda la suddivisione della popolazione in fasce d'età, il 27,4% era al di sotto dei 18, il 10,1% fra i 18 e i 24, il 29,8% fra i 25 e i 44, il 21,0% fra i 45 e i 64, mentre infine l'11,7% era al di sopra dei 65 anni di età. L'età media della popolazione era di 33 anni. Per ogni 100 donne residenti vivevano 115,7 maschi.